# Panna Rittikrai
Panna Rittikrai (พันนา ฤทธิไกร, spesso traslitterato come Panna Ritthikrai), alla nascita Krittiya Lardphanna (กฤติยา ลาดพันนา) (Provincia di Khon Kaen, 17 febbraio 1961 – Bangkok, 20 luglio 2014) è stato un artista marziale, regista, attore, stuntman, sceneggiatore e coreografo delle arti marziali thailandese.

## Biografia
Leader della Muay Thai Stunt, è meglio conosciuto come coreografo delle arti marziali in film come Ong-Bak - Nato per combattere e The Protector - La legge del Muay Thai, e tra i responsabili del lancio di Tony Jaa a star internazionale.
Come regista ha avuto un buon successo con film come The Bodyguard - La mia super guardia del corpo (co-regia con Petchtai Wongkamlao) (2004), Born to Fight - Nati per combattere (2004), Ong-Bak 2 (co-regia con Tony Jaa) (2008), Ong-Bak 3 (co-regia con Tony Jaa) (2010) e Bangkok Knockout (2010).
Rittikrai è morto all'età di 53 anni in ospedale a Bangkok per complicazioni al fegato e insufficienza renale il 20 luglio 2014 e prima di morire aveva scoperto che era anche affetto da un tumore al cervello.

## Filmografia

### Regista
- Gerd Ma Lui (1986)
- Spirited Killer (1994)
- Nuk Leng Klong Yao (1994)
- Hard Gun (1996)
- Kon Dib Lhek Nam Pee (1996)
- The Bodyguard - La mia super guardia del corpo, co-regia con Petchtai Wongkamlao (2004)
- Born to Fight - Nati per combattere (2004)
- Ong-Bak 2 - La nascita del dragone, co-regia con Tony Jaa (2008)
- Ong-Bak 3, co-regia con Tony Jaa (2010)
- Bangkok Knockout, co-regia con Morakot Kaewthanee (2010)
- Vengeance of an Assassin (2014)

### Coreografo delle arti marziali
- The Legend of Suriyothai (2001) (come Panna Ritthikrai)
- Ong-Bak - Nato per combattere (2003)
- Born to Fight - Nati per combattere (2004)
- The Protector - La legge del Muay Thai (2005)
- Mercury Man (2006)
- Ong-Bak 2 (2008)
- Chocolate (2008)
- The Protector 2 (2011)

### Produttore
- Power Kids (2008)